# Lexie Brown
Pour les articles homonymes, voir Lexie (homonymie) et Brown.
Lexie Kiah Brown est une joueuse américaine de basket-ball, née le 27 octobre 1994 à Boston (Massachusetts).

## Biographie

### Jeunesse
Fille du joueur NBA Dee Brown, Lexie Brown est née à Boston. Au lycée, elle joue sa première année à la Dr. Phillips High School à Orlando, où elle aide son équipe à finir invaincue. Elle rejoint North Gwinnett High School en Géorgie, qui atteint les demi-finales du championnat d'Etat durant son année junior, puis la finale pendant son années senior Elle est sélectionnée pour le McDonald's All-American Girls Game de 2013.

### Carrière universitaire
Sa carrière NCAA débute aux Terrapins du Maryland et atteint le Final Four dès son année freshman et gagne son surnom de "Big Shot Brown". Elle est nommée dans le meilleur cinq des débutants de l'ACC et le meilleur cinq académique de l'ACC. Durant sa seconde saison, elle porte ses moyennes de points à 13,3. Elle est élue dans le meilleur cinq, le meilleur cinq défensif, le meilleur cinq académique de la Big Ten et meilleure joueuse du tournoi  de la Big Ten. Maryland atteint de nouveau le Final Four, mais est battu par les futures championnes, les Huskies du Connecticut.
Désireuse de se rapprocher du domicile familial, elle mute pour les Blue Devils de Duke. Après une année redshirt. En junior, elle établit un record de 56 lancers francs réussis consécutivement et est nommée meilleure joueuse de l'ACC de la semaine le 23 janvier 2017. Diplômée de Duke en 2017, elle l'est également de la Duke Fuqua School of Business en 2018

### Carrière professionnelle
Elle est la neuvième choix de la draft WNBA 2018 par le Sun du Connecticut. Pour sa première rencontre, elle affronte les Aces de Las Vegas pour marquer 5 points en 10 minutes, pour des moyennes de 1,7 point en 5,6 minutes sur 22 rencontres. Après cette première saison WNBA, elle rejoint le club hongrois de Györ en Euroligue. Après la draft WNBA 2019, le Lynx du Minnesota transfère son 18e choix Natisha Hiedeman au Sun contre les droits sur Lexie Brown. Elle devient un élément majeur du banc de Minnesota avec notamment 21 points le 8 juin 2019 face aux Sparks de Los Angeles, avec 5 réussites à trois points.
Durant la saison WNBA 2020, une commotion cérébrale la force à quitter la bulle WNBA de Floride avant la fin de la saison. Elle décide cette année là de ne pas jouer à l'étranger et espèrait un retour au Lynx, mais son contrat est rompu à la veille des camps d'entraînement.
D'abord non conservée par la franchise de l'Illinois, elle signe en juin 2021 avec le Sky de Chicago qui est champion WNBA 2021, Brown entrant en jeu sur 3 des 4 manches pour inscrire un cumul de 5 points, 2 rebonds et une passe décisives en 11 minutes.
En septembre 2021, elle s'engage pour le club LFB de Charnay, qu'elle rejoint après les Finales WNBA. Face à Bourges, elle est la première joueuse de LFB à inscrire 10 paniers à trois points (10/13) pour un total de 36 points à 12/17 aux tirs et 6 interceptions en 40 minutes, mais Charnay s'incline cependant 85 à 67. Elle quitte le club fin décembre.

## Palmarès
- Championne WNBA 2021

## Distinctions individuelles
- All-American – AP (2015, 2017, 2018)
- Meilleure défenseuse de l'ACC (2018)
- Meilleur cinq de l'ACC (2017, 2018)
- Meilleur cinq défensif de l'ACC (2017, 2018)
- Meilleur cinq de la Big Ten (2015)
- McDonald's All-American (2013)